# Wensin
Wensin település Németországban, Schleswig-Holstein tartományban. Lakosainak száma 886 fő (2023. december 31.).

## Népesség
A település népességének változása:
| Lakosok száma | 635  | 831  | 824  | 873  | 893  | 886  |
|               | 1975 | 2017 | 2019 | 2021 | 2022 | 2023 |